# Желтобрюхая пеночка
Желтобрюхая пеночка (лат. Phylloscopus nitidus) — певчая птица из семейства пеночковых (Phylloscopidae).

## Описание

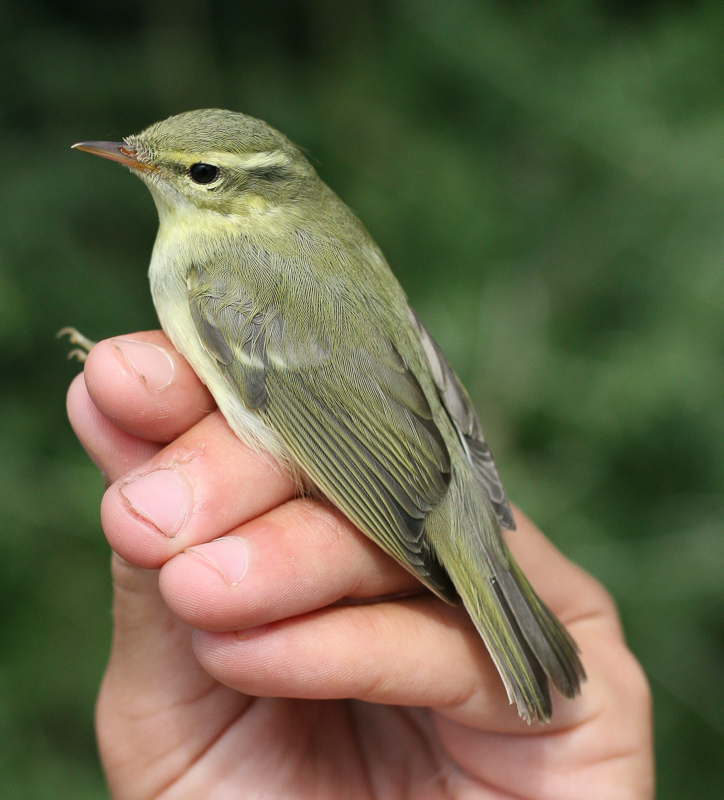

Длина тела 10—11 см. Размах крыльев около 19 см. Имеет общее сходство с зелёной пеночкой, но отличается от неё более ярким жёлто-зелёным оперением. Бока головы и нижняя сторона тела имеет выраженный лимонно-жёлтым налёт. Верх тела более зелёного цвета. На крыле проходит тонкая жёлтая поперечная полоса и намечается вторая — короткая и желтоватая. Подклювье светлое, коричневато-жёлтого цвета. Бровь впереди практически достигает основания надклювья, но не соединяются между собой над ним. Ноги буроватые, пальцы оливкового цвета. Радужина тёмно-бурая. В выгоревшем и обношенном оперении спинная сторона становится бурой, а брюшная — грязноватой.

## Вокализация
Песня и позывки — представляют собой резковатое двусложное «тчиври, тчиври», которое мало отличается от сигналов зелёной пеночки.

## Распространение
Гнездится на Кавказе, юго-западе Средней Азии, северо-востоке Турции и на севере Ирана. Указания на гнездование вида в более южных частях Ирана и в Пакистанском Белуджистане требуют подтверждения. Как редкий залётный вид может попадаться в Крыму. Зимует на юге Западной Азии.
Птицы населяют лиственные и смешанные леса в верхнем поясе гор, а также кустарниковый пояс выше границы леса. На Кавказе гнездится на высотах от 900 до 3000 м над уровнем моря.

## Биология
Особенности биологии сходны с зелёной пеночкой. Питается мелкими насекомыми и их личинками. Строит гнёзда в естественных укрытиях: норах, в полостях под камнями, ямках на земле, в дуплах деревьев невысоко над землёй. В городских парках зелёная пеночка может использовать для гнездования полости, образующиеся в строениях человека (например, в старой каменной кладке). Гнездо состоит из мха, травинок, конского волоса. В кладке, отложенной в июне, в среднем 6 яиц, в более поздних кладках — меньше. Насиживание продолжается около 13 дней.